# Charles Diérickx
Charles Diérickx, né le 22 mai 1798 à Lille et mort le 7 juillet 1860 à Louveciennes, est un chimiste et homme d'affaires français, ancien directeur de la monnaie de Lille et de Paris.

## Biographie
Charles Diérickx dirige la monnaie de Lille d'octobre 1840 à mars 1846, puis la monnaie de Paris à partir de 1845. Il est également banquier, actionnaire de la banque Verley Decroix (Lille) et actionnaire des cimenteries et aciéries de Biache Saint Vaast.
Il est chimiste, d’abord employé puis directeur de la monnaie de Lille. Il succède à Alexandre Beaussier en 1840 et assure à l’atelier lillois une activité quasi monopolistique puisqu’on y frappe 70 % des émissions françaises. Il accède en 1845 à la direction de la monnaie de Paris, avant d’y transférer l’essentiel de ses activités et participe ainsi à la concentration de la frappe dans la capitale.
Charles Diérickx réorganise et modernise la monnaie de Paris. Il inonde l’Europe de pièces d’or frappant de 1849 à 1858 des Napoléons pour trois milliards deux cent cinquante millions.
N’ayant pas d’enfants, il prend pour héritiers les 5 enfants de sa sœur Adélaïde, mariée avec Pierre Ghesquière. Le 5 avril 1862, un décret impérial permit à ses 5 neveux et nièces de changer de nom et de s’appeler dorénavant Ghesquière-Diérickx. 